# Альдеалісес
Альдеалісес (ісп. Aldealices) —   місто та муніципалітет в Іспанії, входить у провінцію Сорія у складі автономного співтовариства Кастилія-і-Леон. Муніципалітет розташований у складі района (комарки) Тьєррас-Альтас. Площа 6,33 км². Населення 29 осіб (на 2006 рік).